# Parafia św. Joachima w Kluszczanach
Parafia św. Joachima w Kluszczanach – rzymskokatolicka parafia znajdująca się w diecezji grodzieńskiej, w dekanacie Ostrowiec, na Białorusi.

## Historia
W 1726 podwojewodzi połocki Jan Korsak ufundował drewniany kościół w Kluszczanach. W XIX w. i w dwudziestoleciu międzywojennym parafia posiadała kaplicę filialną w majątku Szajkuny. Po kasacie parafii w Żeladzi i konfiskacie tamtejszego kościoła przez władze carskie, parafia w Kluszczanach znacznie się powiększyła. Z tego powodu w latach 70. XIX w. powiększono kościół. W 1883 parafia liczyła 2227 wiernych. W latach 1915–1916 wikariuszem parafii był ks. Kazimierz Swajak.
W II Rzeczypospolitej parafia należała do dekanatu Świr archidiecezji wileńskiej.
Po II wojnie światowej Kluszczany znalazły się w Związku Sowieckim. W 1948 komuniści zamknęli kościół. Został on zwrócony w 1990 i następnie odrestaurowany. Od 1991 parafia znajduje się w diecezji grodzieńskiej. 6 czerwca 2017 świątynia spłonęła, wraz z m.in. księgami metrykalnymi. Po pożarze nabożeństwa odprawiane są na plebanii. W 2017 parafia liczyła 148 wiernych.

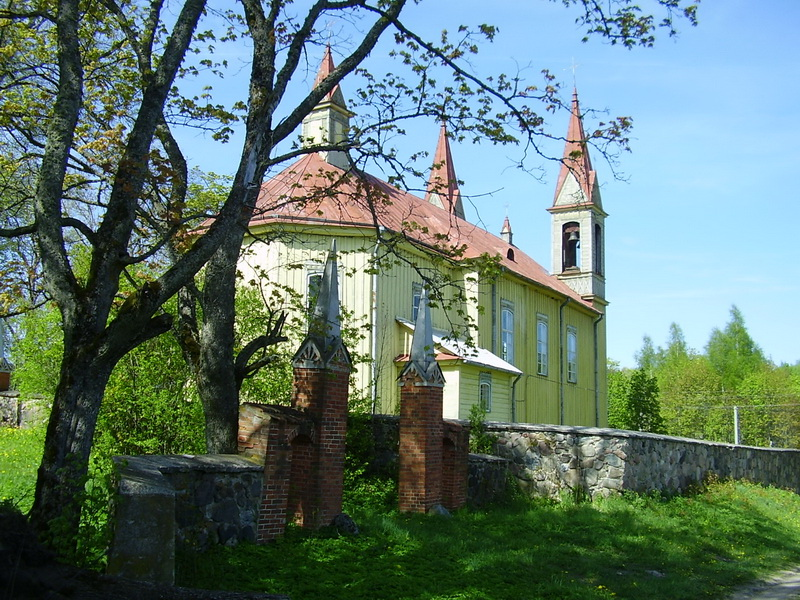
dawny kościół parafialny w 2008